# Randy Gage
Randy Paul Gage (6. duben 1959) je americký autor knih o podnikání v přímém prodeji, osobním rozvoji, dosahování úspěchu a prosperity, také motivační řečník a podnikatel v těchto oborech. Kontroverzní, upřímný a nekomplikovaný člověk.

## Život a vzdělání
Randy Gage byl vychován jen svou matkou, bez otce. Ve věku 15 let byl obviněn z ozbrojené loupeže, aby získal peníze na drogy, byl vyloučen z Madison West High School a umístěn do nápravného zařízení pro mladistvé. V roce 1975 se s souhlasem probačního úředníka odstěhoval do Miami, kde pracoval jako umývač nádobí v restauraci Pancake house za minimální mzdu. Ve věku 20 let se zapojil do podnikání v síťovém marketingu se společností Amway. Ve věku 30 let pak otevřel svou druhou pizzerii, která během několika let zkrachovala a přivedla jej do velkých dluhů.

## Kariéra
Randy Gage začal psát knihy na téma prosperity v roce 1990. Následně v roce 1991 vytvořil program koučinku a školení pod hlavičkou Gage Research & Development Institute, Inc. V březnu 1996 pak vydal audio-koučovací program Jak vydělat nejméně 100 000 dolarů ročně v síťovém marketingu.
V roce 2001 napsal knihu Jak si vybudovat MLM stroj na peníze, která byla ve své době považována za učebnici, základní příručku k úspěchu v podnikání síťového marketingu. Od té doby napsal celkem dalších devět knih,  vč. dvou bestsellerů New York Times.
Nakladatelství John Wiley & Sons vydalo v roce 2012 jeho nejprodávanější knihu Riziko je nová jistota. V roce 2016 pak Bláznivý génius - Manifest pro podnikatele .
Randy Gage je autorem řady podpůrných audio a video materiálů, přes 50 z nich bylo přeloženo do 25 jazyků.  
Mimo koučování na téma prosperity, Randy Gage přednáší celosvětově. V knize Proč jste tak hloupí, nemocní & bez peněz říká, že: "mnoho z nás má předsudky o bohatství a falešnou víru o úspěchu, což nás drží zpátky.“ Článek o něm, který byl zveřejněný v březnu 2013 magazínem Forbes, označil jeho práci za jednu z nejvíce provokativní v dějinách marketingu.
Randy Gage je Člen Národní asociace řečníků (NSA). V červenci 2013 byl uveden do Síně slávy NSA, a na téže události získal cenu NSA. Také získal cenu Nida Qubeina jako Filantrop roku.
Spolupracoval s řadou MLM společností, ať už jako konzultant, nebo tvůrce sítě.

## Osobní život
Randy Gage žil od roku 1975 v Miami, v metropolitní části. Od roku 2013 žije v San Diegu.
Poté, co byl v roce 2000 byl v Miami postřelen neznámým útočníkem, se začal věnovat filantropii, byl řečníkem a podporovatelem projektu Dr. Shawny Duperonové Project: Forgive.
Randy Gage v roce 2014 přiznal, že je HIV pozitivní.

## Publikační činnost

### Knihy
- 2016: Mad Genius: A Manifesto for Entrepreneurs. TarcherPerigee. ISBN 978-0399175565[17]
- 2013, březen: Why You're Dumb, Sick and Broke...And How to Get Smart, Healthy and Rich! (2nd edition). John Wiley & Sons, 2013, ISBN 978-1118548684
- 2012, prosinec: Risky is the New Safe: The Rules Have Changed. John Wiley & Sons, ISBN 978-1118481479[14]
- 2011: Making the First Circle Work: The Foundation for Duplication in Network Marketing. Prime Concepts Group, 2011, ISBN 978-0967316451

- 2006, listopad: Why You're Dumb, Sick and Broke...And How to Get Smart, Healthy and Rich!. John Wiley & Sons. ISBN 978-1118548684
- 2003: Accept Your Abundance! Why You Are Supposed to Be Wealthy. Prime Concepts Group. ISBN 978-0971557888
- 2003: Prosperity Mind: How to Harness the Power of Thought. Prime Concepts Group. ISBN 0971557861
- 2003: The 7 Spiritual Laws of Prosperity: And how to Manifest Them in Your Life. Prime Concepts Group. ISBN 0971557853
- 2003: 101 Keys to Your Prosperity: Insights on Health, Happiness and Abundance in Your Life. Prime Concepts Group. ISBN 0971557845
- 2003: 37 Secrets about Prosperity: A Revealing Look at how You Manifest Wealth. Prime Concepts Group. ISBN 097155787X
- 2003: First Steps: Getting Started Fast in Network Marketing. Prime Concepts Group. ISBN 978-0976229988
- 2001: How to Build a Multi-level Money Machine: The Science of Network Marketing. Prime Concepts Group. ISBN 978-0967316468[8]

### Knihy přeloženy do češtiny
- 2016: Bláznivý génius - Manifest pro podnikatele, 2016, Citadella, počet stran 270, vazba knihy měkká, ISBN 978-80-8182-039-7[17]
- 2013: Jak si vybudovat MLM stroj na peníze, 2013, Vision (SK), počet stran 192, vazba knihy měkká, ISBN 978-80-89632-20-6
- 2012: Riziko je nová jistota, 2012, Vision (SK), počet stran 236, vazba knihy pevná, ISBN 978-80-970765-6-6[14]
- 2012: Jak si vybudovat MLM stroj na peníze, 2012, Vision (SK), počet stran 136, vazba knihy pevná, ISBN 978-80-970765-4-2[8]
- 2010: Proč jste tak hloupí, nemocní & bez peněz.... , 2010, Pragma, počet stran 197, překlad Tomáš Piňos, vazba knihy měkká, ISBN 978-80-7349-211-3
- 1999: Jak si vybudovat finanční nezávislost, Alman (Jiří Alman), 256 stran, překlad Hana Loupová, vazba knihy měkká / brožovaná, ISBN 80-86135-07-1

### Sociální media
Randy Gage je aktivní na sociálních médiích, jako např. Facebook (Randy Gage - Prosperity Nation), Instagram (Randy Gage), Twitter (Randy Gage), Youtube (Prosperity TV), LinkedIn (Randy Gage).
Pravidelně publikuje na svém blogu (randygage.com).